# Christian Kratz
Pour les articles homonymes, voir Kratz.
Christian Kratz, né le 28 janvier 1953 à Strasbourg, est un évêque catholique français, évêque auxiliaire de Strasbourg depuis 2001.

## Biographie
Christian Kratz est né le 28 janvier 1953 à Strasbourg. Fils unique, son père est fonctionnaire à la préfecture de Strasbourg.
Il fait ses études au collège Saint-Étienne et rentre rapidement au grand séminaire de Strasbourg.

### Formation
Christian Kratz a suivi l'ensemble de sa formation en vue de la prêtrise au Grand Séminaire de Strasbourg et à la faculté de théologie catholique de Strasbourg. Il est titulaire d'une maîtrise et d'un diplôme d'études supérieures spécialisées (DESS) de théologie. Il rédige son mémoire sur l’Eglise face aux totalitarismes en réfléchissant au silence de Pie XII face à la Shoah.
Il a été ordonné prêtre le 25 juin 1978 pour le diocèse de Strasbourg.

### Principaux ministères
Il a passé les sept premières années à Mulhouse comme vicaire à la paroisse Saint-Luc (1978-1985) cumulant les trois dernières années ce ministère avec la responsabilité d'aumônier diocésain des Guides de France.
Il est ensuite devenu directeur au grand séminaire de Strasbourg de 1985 à 1998, tout en étant responsable diocésain des vocations de 1990 à 1998.
En 1998, il devient curé des paroisses Saint-Symphorien et Notre-Dame-de-la-Paix à Illkirch-Graffenstaden. En 2000 il est nommé doyen de Strasbourg Sud.
Nommé évêque titulaire de Themisonium et évêque auxiliaire de Strasbourg le 18 décembre 2000 par le pape Jean-Paul II, il a été consacré le 14 janvier 2001 par Joseph Doré, archevêque de Strasbourg.
Au sein de la Conférence des évêques de France, il est membre du Conseil pour l'unité des chrétiens et les relations avec le judaïsme et délégué à la Commission des épiscopats de l'Union Européenne (COMECE) depuis novembre 2007.
En avril 2023, alors que le diocèse est touché par une crise de gouvernance, Christian Kratz est exclu du conseil de l'évêque et sa délégation de vicaire général lui est retirée par l’archevêque de Strasbourg, Luc Ravel. Celui-ci invoque la mauvaise gestion de l'affaire d’un ancien aumônier du collège épiscopal Saint-Étienne, qui s'était suicidé à la suite de la plainte pour viol d'une ancienne élève.
Le 21 avril 2024, à son installation comme archevêque de Strasbourg, Pascal Delannoy le rétabli « dans toutes ses délégations ».

## Prises de position

### Sur l'Europe
Délégué de l'épiscopat à la COMECE, Christian Kratz a fait partie de la délégation d'évêques européens qui est allée à la rencontre des représentants des Institutions européennes à Bruxelles les 4 et 5 décembre 2007. À son retour, il s'explique sur le rôle que l'Église catholique peut jouer auprès de ces institutions :
« Elle doit apporter sa pierre aux grands débats qui agitent l’Europe. Je pense en particulier aux questions comme le climat, la fin de vie, l’avortement, les manipulations génétiques, la bioéthique mais aussi aux problèmes économiques, aux problèmes de migration. Si la foi se trouve au cœur de la vie des gens, qu’elle éclaire tous les domaines de la vie, alors il est important que l’Église soit présente aux interfaces de la société et qu’elle apporte sa contribution aux débats. La voix des catholiques n’est pas anodine, elle a aussi le droit de s’exprimer. J’ai senti parmi nos interlocuteurs à Bruxelles une forte demande pour que nous soyons présents dans le débat. »

### Dialogue interreligieux
Fervent défenseur du dialogue interreligieux il se rend régulièrement à la grande mosquée de Strasbourg. Selon lui la construction de l'édifice religieux a permis de « sortir l’islam d’Alsace des caves et des garages ».